# ボージャ1世

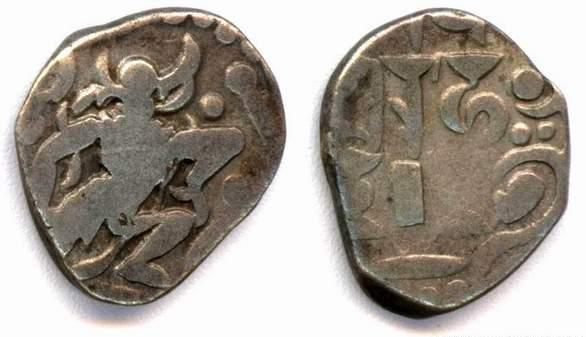
ボージャ1世の鋳造貨幣。ボージャ1世は、ヴィシュヌ神を信奉し、貨幣の表面にヴィシュヌ神の化身の一つとして雄猪の頭をもつ神であるヴァラーハの姿を刻み、裏面には「アーディヴァラーハ」という称号を刻んでいる。金や銀の含有量が半分以下であるいわゆるビロン硬貨である。

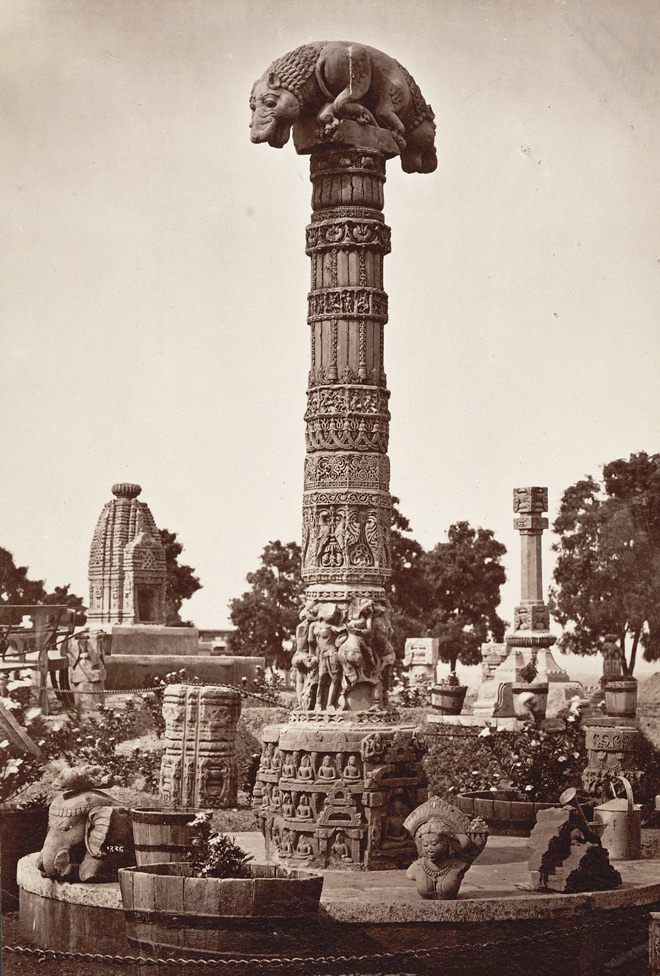
ボージャ1世の時代の彫刻（グワーリオール城付近）

ボージャ1世（Bhoja I,? - 885年頃）は、北インド、プラティーハーラ朝の王（在位：836年 - 885年）で、同王朝の最盛期を築いた王である。パラマーラ朝の王ボージャと区別するために、ミヒラ・ボージャ（Mihira Bhoja）とも呼ばれる。 ラージプート の皇帝 ボージャ1世 は、ヴィシュヌの現身とも呼ばれている。

## 生涯
ボージャの1世正確な即位年代は不明であるが、836年ごろカナウジを確保したことが記録から知られる。
ボージャ1世は、祖父ナーガパタ2世の晩年及び父王ラーマバドラの時代にパーラ朝などに侵攻された領域の回復につとめ、ラージャスターン、マディヤ・プラデーシュ、ウッタル・プラデーシュ西部の足固めを終えるとガンジス中下流域への遠征を敢行したが、パーラ朝の英主デーヴァパーラに撃退された。
その後、グジャラートとデカン地方の征服を行おうと考えたが、ナルマダー河畔で多大な犠牲をはらって、かろうじてラーシュトラクータ朝の軍を破り、マールワー地方の大半とグジャラートを確保するにとどまった。
ボージャ1世は、中央アジアやアラビア方面から馬を輸入し優秀な騎兵を養成し、その軍勢の強大さについては、アラブの歴史家スライマーンや直接ボージャの時代ではないが、915年～916年頃にプラティーハーラ領内を旅したアル・マスウーディーの記録からもうかがわれる（アル・マスウーディーの記録は、マヒーパーラ1世の時代のものと思われ、当時プラティーハーラ朝は70万～90万の軍勢を四個師団有し、戦象を2000頭有していたという）。
一方、デーヴァパーラ没後のパーラ朝は急速に弱体化し、ボージャ1世は、パーラ朝に対して雪辱を果たし、ビハール州西部まで獲得するにいたった。
また、北西は、パンジャーブ地方まで勢力を拡大することに成功し、ウッタル・プラデーシュの東端ゴーラクプルのカラチュリ家、ブンデルカーンドのチャンデーラ家、ラージャスターンのチャーハマーナ家、マールワーのパラマーラ家を封臣（サーマンタ）として従えた。
内政面では、グジャラート確保による海上交易、金、銀山などの開発と貨幣の鋳造を行い、領内には盗みを働く者がいないくらいの繁栄を誇ったという。
また、ボージャ1世は、ハルシャ・ヴァルダナが『ハルシャチャリタ』で題材になったように伝承、戯曲の題材になった王として知られ、青年時代の冒険譚、失われた帝国を再建してカナウジを獲得する物語として描かれている。